# Amir Nesbitt
Amir Nesbitt (Newport News, 23 luglio 2001) è un cestista statunitense con cittadinanza americo-verginiana.

## Carriera

### Nazionale
Nel 2022 ha partecipato, con la nazionale americo-verginiana, ai Campionati americani, in cui è stato il miglior marcatore della sua squadra.